# Andrij Lysohub

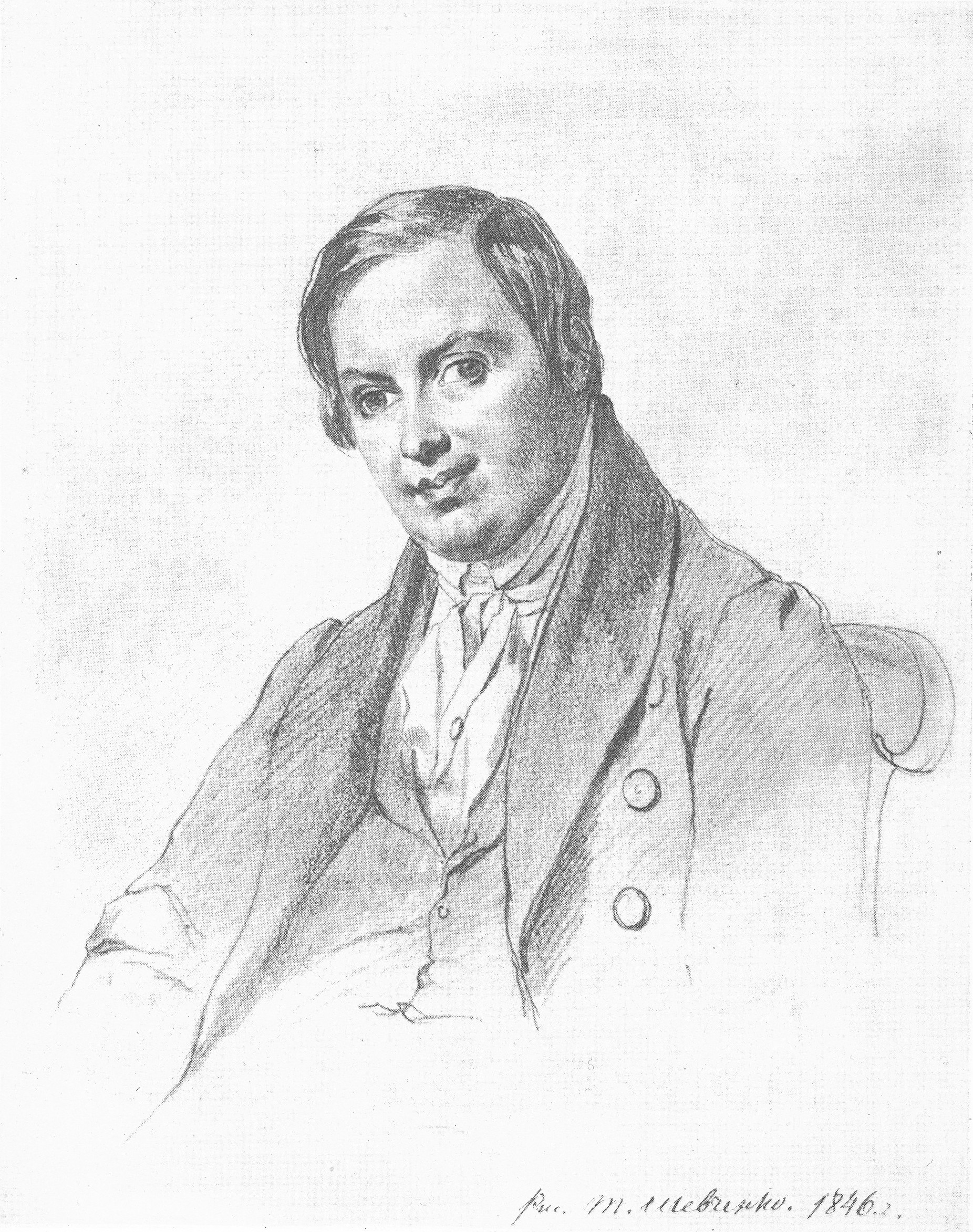
Porträt von Andrij Lysohub; Taras Schewtschenko, 1846

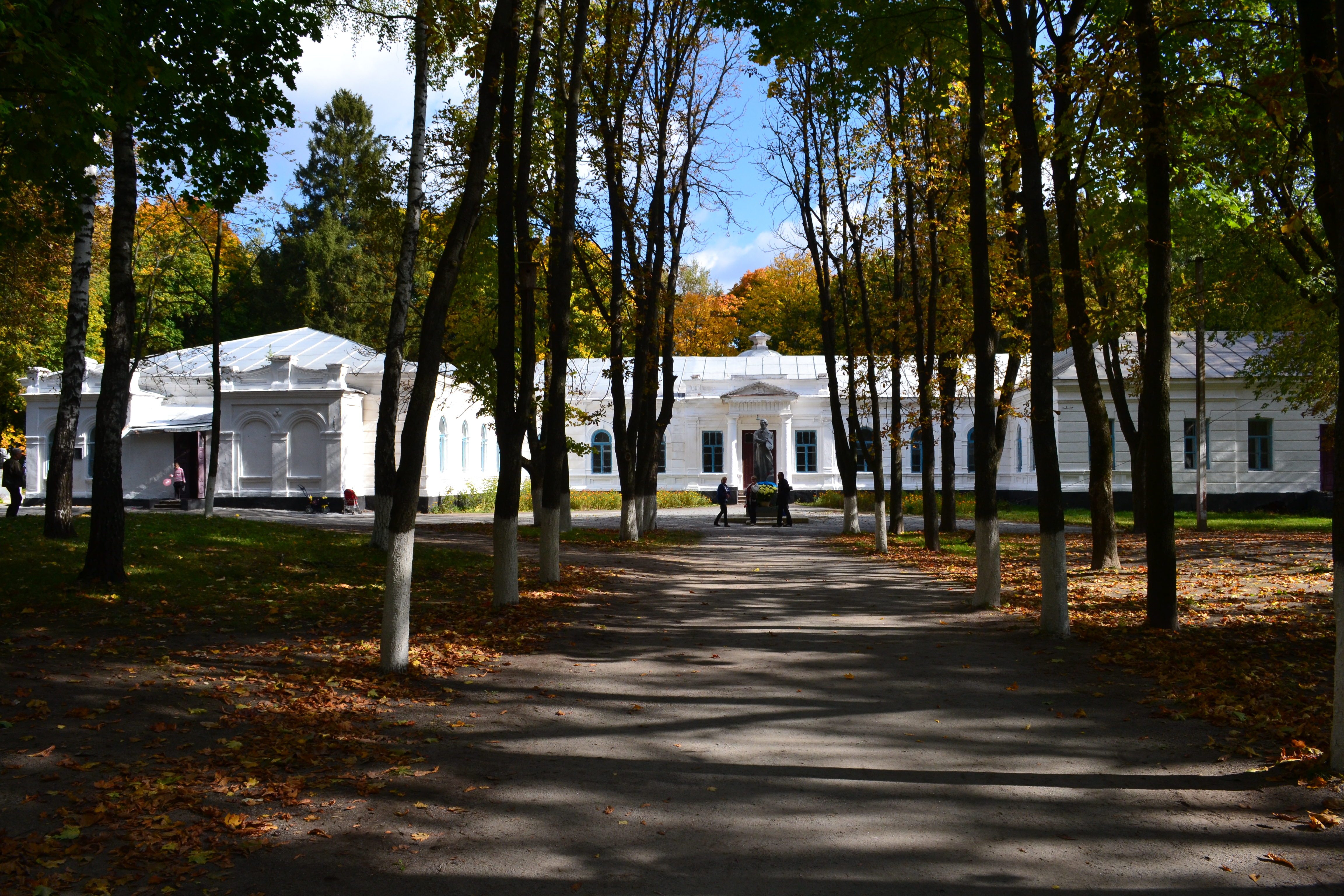
Frontfassade des Herrenhauses in Sedniw

Andrij Iwanowytsch Lysohub (ukrainisch Андрій Іванович Лизогуб, russisch Андрей Иванович Лизогуб Andrei Iwanowitsch Lisogub; * 16. Juni 1804 in Burkiwka, Gouvernement Tschernigow, Russisches Kaiserreich; † 1864 in Welyki Sorotschynzi, Gouvernement Poltawa, Russisches Kaiserreich) war ein ukrainischer Gutsbesitzer und Vertrauter und Unterstützer von Taras Schewtschenko aus dem Adelsgeschlecht Lysohub.

## Leben
Andrij Lysohub kam im Dorf Burkiwka (Бурківка) in der heutigen Oblast Tschernihiw zur Welt.
Er war der Besitzer der Ortschaft Sedniw (heute eine Siedlung städtischen Typs) und ein Vertreter liberaler, moderner Ansichten wie der Befreiung der Landbevölkerung von der Leibeigenschaft.
Im Alter von 25 Jahren verließ er seinen Militärdienst und ließ sich dauerhaft in Sednew nieder. Dort besuchte ihn im Herbst 1846 und 1847 der ukrainische Maler und Lyriker Taras Schewtschenko, der auf dem Landgut von Lysohub ein separates Nebengebäude und eine gut ausgestattete Werkstatt zur Verfügung gestellt bekam, in der er malte und schrieb.
Andrij Lysohub gehörte zu einem kleinen Kreis von Menschen, die mit Schewtschenko im Exil korrespondierten und ihn materiell unterstützten. Lysohub wirkte 1850 auf die Regierung ein, Schewtschenkos Haftbedingungen zu erleichtern. Er starb 1864 in Welyki Sorotschynzi.

## Familie
Andrij Lysohub war der Bruder des Generals, Komponisten und Pianisten Oleksandr Lysohub und des Philanthropen, Violoncellist und Obersten Illja Lysohub sowie Vater des zukünftigen ukrainischen Regierungschefs Fedir Lysohub und des später hingerichteten Revolutionärs Dmytro Lysohub.